# Johannes Fellmer

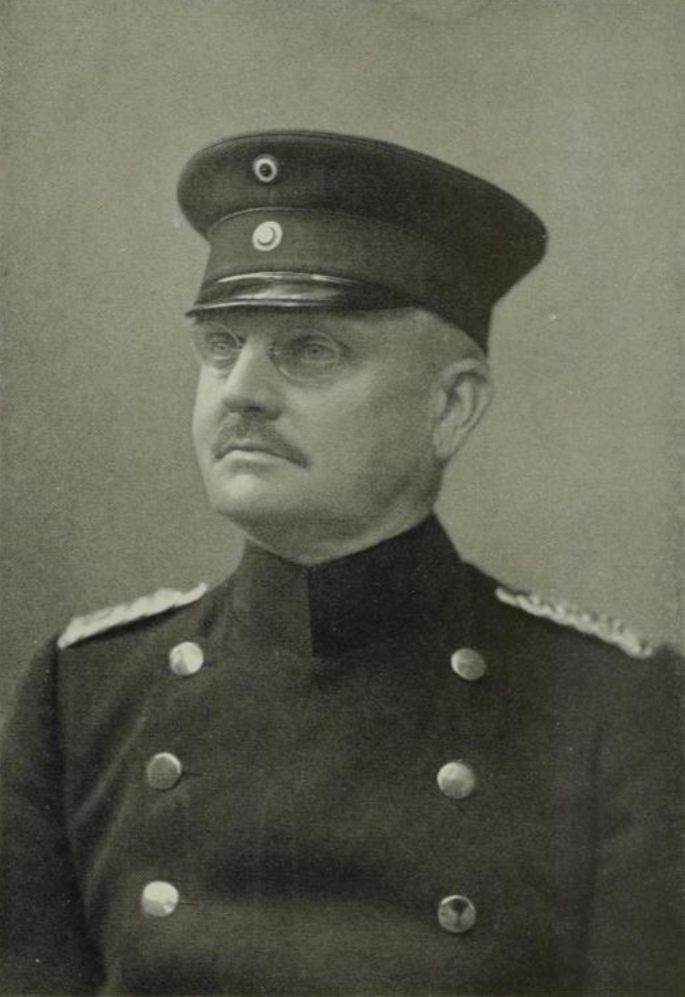
Johannes Fellmer

Johannes Alexander Fellmer (* 20. Februar 1863 in Dresden; † 8. April 1939) war ein sächsischer Generalleutnant und letzter Oberzeugmeister der sächsischen Armee.

## Leben
Fellmer besuchte die Lehr- und Erziehungs-Anstalt von Direktor Ernst Kaden und das Realschule in Zwickau. Nach Erwerbnis des Zeugnis der Reife trat er 1880 als Avantageur in die 1. Kompanie des Feld-Artillerie-Regiment Nr. 12 der sächsischen Armee unter dem damaligen Oberst Otto von Schweingel ein und wurde am 23. April 1881 in dieser Eigenschaft zum Fähnrich ernannt. Am 23. Februar 1882 avancierte er schließlich zum Leutnant im Regiment. Unter Versetzung in die 6. Kompanie des Regiments wurde er 1886 zum Königlich Sächsischen Polytechnikum befehligt und kehrte nach dreijähriger Ausbildung 1889 in die 3. Kompanie des Regiments zurück. Am 20. März 1890 wurde er schließlich unter Versetzung in die 8. Kompanie des 2. Feld-Artillerie-Regiment Nr. 28 unter dem damaligen Oberstleutnant Adolf von Rabenhorst zum Oberleutnant befördert. Unter erneuter Versetzung in die 6. Kompanie des Regiments wurde er 1891 als Assistent zur Artillerie-Prüfungs-Kommission in Berlin befehligt. Unter Beibehaltung seiner Position wurde er 1892 in das 1. Feld-Artillerie-Regiment Nr. 12 zurückversetzt. Unter Rückkehr in den Truppendienst wurde er unter Beförderung zum Hauptmann (ohne Patent) und Kompaniechef der 7. Kompanie am 18. September 1893 erneut in ein anderes Regiment, das 3. Feld-Artillerie-Regiment Nr. 32 in Riesa, versetzt. Nach mehrjähriger Verwendung in dieser Eigenschaft wurde er 1898 á la suite seines Regiments gestellt und als Mitglied der Artillerie-Prüfungs-Kommission nach Berlin befehligt. Nach Beförderung zum Major ohne Patent am 20. September 1901 und Rückkehr in den Truppendienst wurde er Abteilungskommandeur der I. Abteilung im 4. Feld-Artillerie-Regiment Nr. 48 in Dresden. Das Patent zu seinem Dienstrang erhielt er schließlich am 23. April 1904. 1905 wurde er von seiner Position enthoben und zur Zeugmeisterei unter dem Generalmajor Richard Carl Löblich in das sächsische Kriegsministerium befehligt. Im Jahr 1906 wurde er mit der Wahrnehmung der Geschäfte des Direktors der Artilleriewerkstatt in Dresden beauftragt und 1910 in dieser Position bestätigt, wobei er am 23. März 1910 in dieser Eigenschaft zum Oberstleutnant und am 9. Dezember zum Oberst befördert wurde. Nach Beförderung zum Oberst wurde er schließlich zum Feldzeugmeister der sächsischen Armee ernannt und wurde so 1914 zum Generalmajor befördert.
Nach Ausbruch des Ersten Weltkrieges blieb er den ganzen Konflikt über in seiner Position und wurde 1918 zum Generalleutnant befördert. Nach Auflösung der Feldzeugmeisterei am 1. Oktober 1919 nahm er seinen Abschied aus dem aktiven Dienst. In der Nachkriegszeit fungierte er unter anderem als stellvertretender Vorsitzender des Verein gegen Armennot. Er war Kandidat für die Reichstagswahl 1920 im Wahlkreis Dresden-Bautzen unter dem Kreiswahlvorschlag 5.
Er war mit Fanny Preil verheiratet und bekam mindestens drei Kinder, nämlich Gerda, den Kapellmeister Helmut und den späteren Oberstleutnant der Wehrmacht Reinhold.